# Niels Christian Hüttel
 (Hedensted, 7 gennaio 1945) è un ex calciatore danese, di ruolo centrocampista.

## Carriera
Hüttel inizia la carriera agonistica nel Vejle, club nel quale milita dal 1963 al 1967, ottenendo come miglior piazzamento il secondo posto nella 1. division 1965.
Nel 1968 si trasferisce in America, ingaggiato dagli statunitensi dei Washington Whips, con cui chiuse la stagione al secondo posto della Atlantic Division.
Terminata l'esperienza americana ritorna in Europa per giocare con gli svedesi del Karlskoga IF.
Nel 1972 torna al Vejle con cui vince nel 1972 il campionato e la coppa di nazionale. Nella sua seconda militanza in forza ai De Røde gioca nella Coppa dei Campioni 1972-1973, venendo eliminato con i suoi al primo turno dai belgi dell'Anderlecht, e nell'edizione seguente, in cui raggiunge gli ottavi di finale, da cui furono eliminati dagli scozzesi del Celtic.  
Nell'intera sua militanza con il Vejle ha segnato 8 reti in 116 presenze.

## Palmarès
- Campionato danese: 1

Vejle: 1972
- Coppa di Danimarca: 1

Vejle: 1971-1972